# Trioceros ellioti
Espèce
Synonymes
- Chamaeleon ellioti Günther, 1895
- Chamaeleo bequaerti de Witte, 1922

Statut de conservation UICN

 LC  : Préoccupation mineure
Statut CITES
Trioceros ellioti est une espèce de sauriens de la famille des Chamaeleonidae. Cette espèce effectue une reproduction vivipare, donc met au monde des petits en vie.

## Répartition
Cette espèce se rencontre dans le nord-est du Congo-Kinshasa, au Burundi, au Rwanda, en Tanzanie, au Kenya, en Ouganda et au Soudan du Sud.

## Étymologie
Cette espèce est nommée en l'honneur de George Francis Scott-Elliot (1862-1934).

## Publication originale
- Günther, 1895 : Notice of Reptiles and Batrachians collected in the eastern half of tropical Africa. Annals and Magazine of Natural History, ser. 6, vol. 15, p. 523-529 (texte intégral).